# Dudince
Dudince (în germană Altendorf, în maghiară Gyügy) este un oraș din Slovacia. Localitatea se află la altitudinea de 144 m deasupra n.m., se întinde pe o suprafață de 6,85 km2 și în 2017 număra 1422 de locuitori.

## Istoric
Localitatea Dudince este atestată documentar din 1284.

## Demografie
| An:                | 1994 | 2004   | 2014   | 2024   |
| ------------------ | ---- | ------ | ------ | ------ |
| Număr de persoane: | 1591 | 1521   | 1444   | 1362   |
| Diferență:         |      | −4,39% | −5,06% | −5,67% |

| An:                | 2023 | 2024   |
| ------------------ | ---- | ------ |
| Număr de persoane: | 1376 | 1362   |
| Diferență:         |      | −1,01% |